# Come ti va in riva alla città
Come ti va in riva alla città è l'ottavo album studio della band di rock progressivo italiano Premiata Forneria Marconi.
Il disco è un concept che descrive la vita dei giovani della Milano suburbana.

## Tracce

### Lato A
1. Come ti va - 5:40
2. Weekend - 4:51
3. Quartiere Otto (QT8) - 5:32
4. Rock in LA - 4:25

### Lato B
1. Chi ha paura della notte? - 4:31
2. Indians - 4:38
3. Poeta mancato - 3:01
4. Meno male che ci sei - 5:01

## Formazione
- Lucio Fabbri - tastiere, violino
- Franco Mussida - chitarra acustica, chitarra a 12 corde, chitarra elettrica, mandoloncello, voce
- Patrick Djivas - basso
- Franz Di Cioccio - batteria, strumenti a percussione, voce